# Parete
Parete község (comune) Olaszország Campania régiójában, Caserta megyében.

## Fekvése
A megye déli részén fekszik, Nápolytól 15  km-re északnyugatra, Caserta városától 20 km-re délnyugati irányban. Határai: Giugliano in Campania, Lusciano és Trentola-Ducenta.

## Története
Valószínűleg oszkok alapították. A római időkben a településen áthaladt a Via Campania, amely Puteolit kötötte össze Capuával valamint a Liternumba vezető Via Antica. A következő századokban nemesi birtok volt. A 19. században nyerte el önállóságát, amikor a Nápolyi Királyságban felszámolták a feudalizmust.

## Népessége
A népesség számának alakulása:

## Főbb látnivalói
- Palazzo Ducale
- San Pietro Apostolo-templom